# Crónica de Bernat Desclot

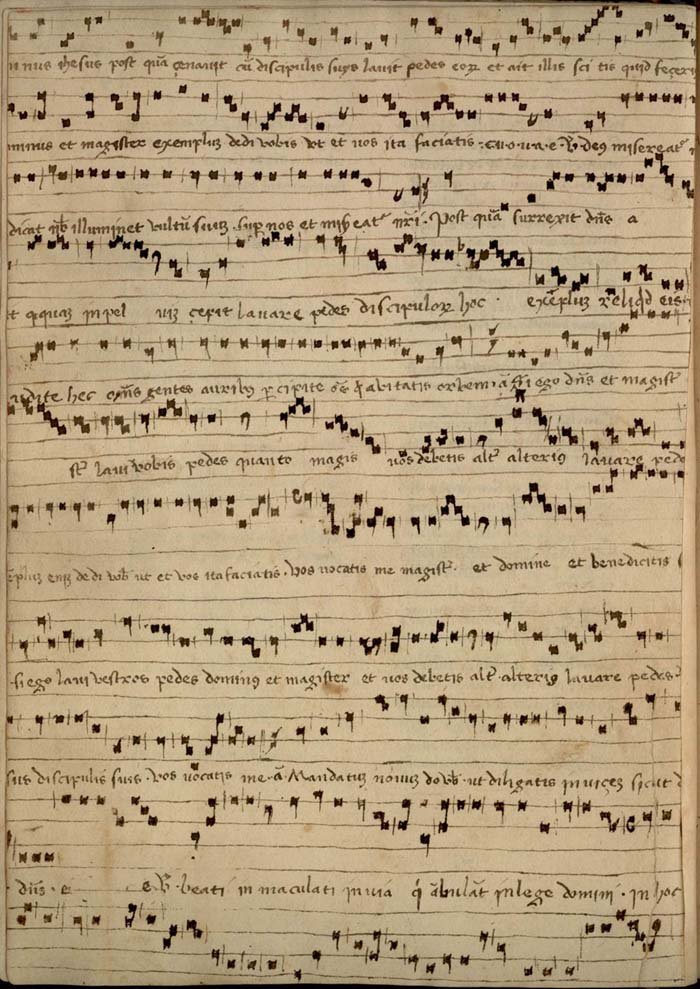
Detalle de un manuscrito de la Crónica de Bernat Desclot

La Crónica de Bernat Desclot es una crónica histórica, una de las Cuatro grandes crónicas de la literatura catalana. Titulada originalmente Llibre del rei en Pere d'Aragó e dels seus antecessors passats (en castellano Libro del rey Pedro de Aragón y de sus antecesores pasados), actualmente es más conocida por el nombre de su autor: Bernat Desclot. En esta crónica, Desclot habla «de los grandes hechos y de las conquistas que hicieron, sobre sarracenos y sobre otras gentes, los nobles reyes que hubo en Aragón que fueron del alto linaje del conde de Barcelona», desde Ramón Berenguer IV y Petronila de Aragón hasta Pedro el Grande, siendo este último el protagonista del núcleo principal de esta crónica.

## Fecha de redacción
La fecha de redacción de esta crónica no se menciona, si bien parece que el hecho desencadenante de su composición es la conquista de Sicilia por parte de los reyes de Aragón Pedro III, Alfonso III y Jaime II, que comenzó en 1282, con lo que se supone que habría estado escrita entre esa fecha y el decenio posterior.

## El autor
De Bernat Desclot apenas se sabe lo que él mismo comenta en su obra. Sabemos que es el autor de la crónica, pero es, de los cuatro autores de las grandes crónicas catalanas, el que menos patente se hace en ella, a diferencia, por ejemplo, de Jaime I en el Llibre dels fets o de Ramón Muntaner en su crónica. Solo una vez se menciona a sí mismo como testigo directo de los hechos que está narrando, procurando desaparecer detrás de la narración.
Al parecer, Desclot habría sido un cronista de oficio, alguien cercano al rey y a los hechos que narra. Eso ha hecho que los historiadores busquen en los archivos de la Corona, para encontrar información. Una de las hipótesis que ha tenido más aceptación ha sido la de Miquel Coll i Alentorn, quien propuso la idea de que el apellido Desclot fuera una deformación de de Es Clot, siendo ese Clot al que se refiere un barrio de la actual Barcelona, donde se ha documentado a un tal Bernat Escrivá, oriundo del Rosellón y que habría sido escribano del rey Pedro III el Grande y posteriormente camarero del rey Alfonso III, su hijo y sucesor. La fecha de su muerte, en 1289, hace posible la hipótesis.

## Desarrollo de la obra

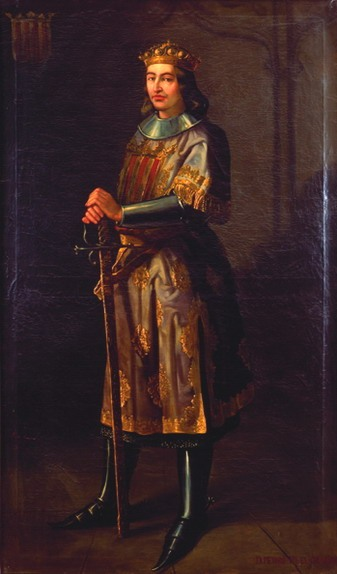
Retrato imaginario de Pedro III de Aragón, de Manuel Aguirre y Monsalbe. 1854. (Diputación Provincial de Zaragoza).

| Senyor, los richs-homens d'Arago... presenten vos lo regne de Arago, e que prenats la donzella per muller de qui es lo regne, e ells preguen vos que siats llur senyor e llur rey. Certes, dix lo comte; aci ha bell present, e tal que no fa a rebujar. Yo, dix lo comte, reb la donzella en aytal manera que, aytant com yo viva, no vull esser apellat rey; car yo son ara hu dels millors comtes del mon, e si era apellat rey, no seria dels majors, ans seria dels menors. —La princesa Petronila de Aragón es ofrecida en matrimonio a Ramón Berenguer IV, según la Crónica de Bernat Desclot, edición digital a partir de la edición de Josep Coroleu (Barcelona, 1887), Capítulo III. |

La crónica se articula en 168 unidades narrativas, y aparece dividida en tres secciones perfectamente discernibles:
- Del capítulo 1 al capítulo 10. Desclot recuerda de forma cronológicamente desordenada acontecimientos reseñables de la Corona de Aragón antes del reinado del padre de Pedro III, Jaime I: la leyenda de Guillermo Ramón I de Montcada, quien fuera Senescal de Barcelona, la de la concepción de Jaime I, la narración de la batalla de Las Navas de Tolosa y la leyenda de Ramón Berenguer III, conocida como la del buen conde de Barcelona y la emperatriz de Alemania.

- Del capítulo 11 al capítulo 73. En esta parte más amplia se trata la vida de Jaime I el Conquistador, padre de Pedro el Grande.

- Del capítulo 74 al capítulo 168. Parte en la que se narran los hechos ocurridos entre 1276 y 1285, años del reinado de Pedro III el Grande. Esta última parte es claramente, por volumen, detalle e intensidad, la más importante; en ella se narran los hechos que preceden a la expedición a Alcoy y Sicilia, con la conquista de esta última y la victoriosa campaña frente a la invasión francesa de Cataluña, expresada como una lucha frente a la injusticia. En la pacífica conquista de Sicilia, Desclot suple la falta de acción con una gesta novelesta, llevada a cabo por el rey y que está documentada, el conocido como el desafío de Burdeos. Al final, se habla del sitio de Gerona y la espera de los refuerzos que habían de llegar de Sicilia. La llegada de las tropas sicilianas acaba con la victoria sobre los franceses y significa en esta narración la victoria de la lealtad. Pedro III el Grande muere de peste el año 1285 en Villafranca del Penedés.

## Características de la obra
En los primeros capítulos hay además prosificaciones de canciones de gesta.